# نظرية النموذج العقلي للمنطق
نظرية النموذج العقلي للمنطق (بالإنجليزية: Mental model theory of reasoning)‏ تم تطويرها على يد فيلية جونسون لايرد وروث إم جيه بايرن (جونسون لايرد وبايرن، 1991). وقد تم تطبيقها على النطاقات الرئيسية للاستدلال الاستنباطي، بما في ذلك الاستدلالات العلائقية مثل الاستنتاجات الزمانية والمكانية، والاستدلالات الاقتراحية، مثل الاستدلالات المشروطة والطباقية والنفيية، والاستدلالات الكمية، مثل القياس المنطقي، والاستدلالات الاستنباطية المتعددة الفوقية.
وقد أدت الأبحاث المستمرة التي تم إجراؤها حول النماذج والمنطق العقلي إلى توسيع نطاق النظرية لتأخذ في اعتبارها الاستدلالات الاحتمالية (على سبيل المثال، جونسون - لايرد، 2006) والتفكير المغاير (بايرن، 2005).